# (71726) 2000 HQ24
2000 إتش كيو 24 (ويعرف أيضًا باسم (71726) 2000 إتش كيو 24 وفق تسمية الكوكب الصغير) (بالإنجليزية: 2000 HQ24)‏ هو كويكب ضمن حزام الكويكبات؛ وترتيبه 71726 من حيث الاكتشاف.
اكتُشف هذا الجُرم الفلكي بواسطة مرصد لويل للبحث عن الأجرام القريبة من الأرض في 24 أبريل 2000.

## وصلات خارجية
- (71726) 2000 HQ24 في قاعدة بيانات مختبر الدفع النفاث لأجرام النظام الشمسي الصغيرة

- الاكتشاف · مخطط المدار ·  العناصر المدارية · المعلمات المادية

- (71726) 2000 HQ24 على موقع ويكي سكاي: DSS2, SDSS, GALEX, IRAS, Hydrogen α, X-Ray, Astrophoto, Sky Map, Articles and images